# Samuel Skinner
Pour les articles homonymes, voir Skinner.
Samuel Knox Skinner, né le 10 juin 1938 à Chicago (Illinois), est un homme politique américain. Membre du Parti républicain, il est secrétaire aux Transports entre 1989 et 1991 puis chef de cabinet de la Maison-Blanche  entre 1991 et 1992 sous l'administration du président George H. W. Bush.